# Высокий Камень
Высокий Камень (укр. Високий Камінь) — село на Украине, находится в Коростышевском районе Житомирской области. Расположено на берегу реки Тетерев.
Население по переписи 2001 года составляет 67 человек. Почтовый индекс — 12522. Телефонный код — 4130. Занимает площадь 0,968 км².
Возле села находится геологический памятник природы — Обнажение пегматита.

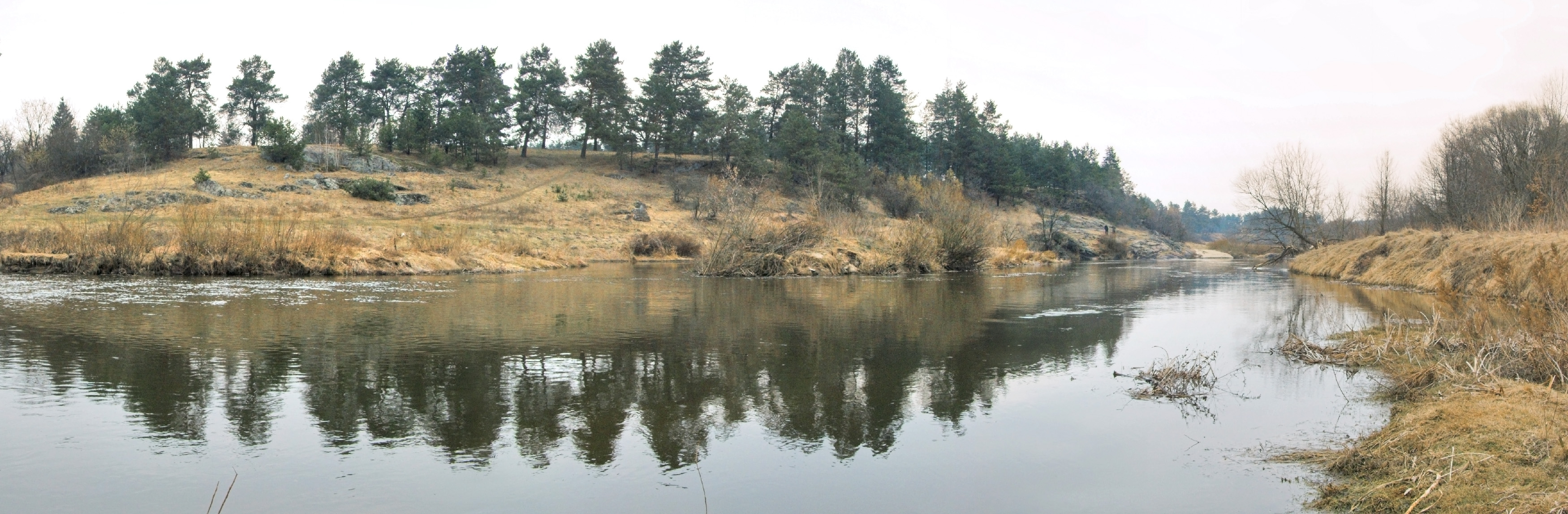
Обнажение пегматита на берегу реки Тетерев

## Адрес местного совета
12523, Житомирская область, Коростышевский р-н, с.Городское, ул.Матюшенко, 16